# Götz von Seckendorff

Foto von 1914

Selbstbildnis von 1910

Götz Bernhard Freiherr von Seckendorff (* 3. Oktober 1889 in Braunschweig; † 25. August 1914 bei Saint-Hilaire-lez-Cambrai in Frankreich) war ein deutscher Maler, Zeichner und Bildhauer.

## Leben
Seckendorff besuchte das Herzogliche Wilhelm-Gymnasium in Braunschweig. Anschließend bewarb er sich an der Kunstakademie in München, wurde abgelehnt und zog nach Paris, der damaligen Hochburg der Malerei. Die Eindrücke seiner Reisen bis nach Tunis schlugen sich in seinen Zeichnungen, Gouachen und Ölbildern nieder. Gemeinsam mit der eng befreundeten Bildhauerin und Malerin Elisabeth Kronseder erhielt von Seckendorff in Worpswede bei Fritz Mackensen Mal- und Zeichenunterricht. Mit Kronseder ging er auch nach Florenz. Kurz nach der Heirat mit Alice Winzer, Schwester des britischen Malers Charles Freegrove Winzer, wurde er eingezogen und fiel in den ersten Tagen des Ersten Weltkriegs in Frankreich mit 24 Jahren. Sein  umfangreiches Œuvre ging zum großen Teil verloren. Die Wandmalereien sind größtenteils zerstört oder übermalt. Während der Herrschaft der Nationalsozialisten verschwanden weitere Bilder. Die Bildhauerarbeiten galten als verschollen, bis 2008 eine Terrakotta-Plastik wieder auftauchte.
Julius Meier-Graefe schrieb über ihn:

„Einer der meist begabten, der vielleicht imstande gewesen wäre, Slevogts besondere Linie erhöhend fortzusetzen, Götz von Seckendorff, fiel im Kriege“

1937 werden 2 seiner Werke als "entartete Kunst" beschlagnahmt.
Werke Seckendorffs stellte das Staatliche Museum Schwerin 2016 aus.
Sein Nachlass wird von den Nachkommen seiner Schwester Therese von Seckendorff, verh. von Wolff, verwaltet. Dort wird auch das Werkverzeichnis geführt.

## Ausstellungen
- 1918: Gedächtnisausstellung für Wilhelm Trübner und Götz Freiherr von Seckendorff, Ausstellung Freie Secession.[7]
- 1919: XXVI. Gedächtnisausstellung für Götz von Seckendorff und Otto Schulze, Kestner-Gesellschaft Hannover[8]
- 1919: Seckendorff-Ausstellung, Lessing-Bund Braunschweig
- 1919: Ausstellung Götz v. Seckendorff, Kunsthalle des Sächsischen Kunstvereins Dresden
- 1919: Ausstellung Götz v. Seckendorff und Sepp Frank, Westfälischer Kunstverein Münster
- 1919: Weihnachtsausstellung mit Werken von Götz v. Seckendorff, Kunsthaus Schaller Stuttgart
- 1956: Gedächtnisausstellung Götz von Seckendorff, Kunstverein Braunschweig in der Villa Salve Hospes[9]
- 1989: Ausstellung zum 100. Geburtstag des Götz von Seckendorff, Städtisches Museum Braunschweig[10]
- 2014–15: Sterne fallen. Gemeinschaftsausstellung in der Kunsthalle zu Kiel unter anderem mit 3 Ölgemälden und 6 Grafiken von Seckendorffs.[11]
- ab 1. Juli 2016: Dauerausstellung Galerie Alte & Neue Meister Schwerin, Staatliches Museum Schwerin

## Werke
- Reesendamm in Hamburg, 1910, Öl/Leinwand, Werkverz. Nr. 10–11, Hamburger Kunsthalle
- 10 Lithographien zu Choderlos de Laclos Liaisons dangereuses, Werkverz. Nr. 10-024ff Hamburger Kunsthalle Online
- Selbstbildnis, um 1910, Öl/Leinwand, Werkverz. Nr. 10–01, Städtisches Museum (Braunschweig)
- Große Landschaft von Schwedt, ca. 1913, Öl/Leinwand, Staatliches Museum Schwerin
- Yacht Hohenzollern in Venedig, 1911, Tempera/Karton, Werkverz. Nr. 11–15, Braunschweigisches Landesmuseum

## Theaterstück
- Zum Krieg zitierte Seckendorff Goethe mit dem Ausspruch „Welch ein Wahnsinn“. Im März 2009 wurde in Braunschweig das dokumentarische Drama von Gilbert Holzgang „Welch ein Wahnsinn – Der Braunschweiger Maler Götz von Seckendorff (1889 bis 1914)“ aufgeführt. Das Theaterstück beruht auf 250 Briefen des Malers und einem Bericht über sein Leben. Große Teile des Werks wurden in Form von Videoprojektionen vorgestellt. Das Theaterstück wurde im Juni 2010 vom Theater Zeitraum in Braunschweig wieder aufgeführt.